# Caçu
Caçu est une municipalité brésilienne de l'État de Goiás et la microrégion de Quirinópolis.